# Kenneth Baugh
Pour les articles homonymes, voir Baugh.
Kenneth Lee O'Neil Baugh (né le 24 février 1941 à Montego Bay (paroisse de Saint James) et mort le 1er septembre 2019) est un homme politique jamaïcain. 

## Biographie
Kenneth Baugh a été vice-Premier ministre et ministre des Affaires étrangères de la Jamaïque à partir du 14 septembre 2007.